# 相田雄一郎
相田 雄一郎（あいだ ゆういちろう、1985年12月6日 - ）は、MILLENNIUM PRO所属の日本の俳優。茨城県出身。身長175 cm。

## 人物
特技は重機の運転、サッカー、ボウリング、小鳥の鳴き真似。
趣味は写真、乗馬、料理、スノーボード。
ガソリン・ディーゼル2級自動車整備士、2級建設機械整備士、普通自動車免許、自動二輪免許を持っている。

## 出演

### テレビドラマ
- Q.E.D. 証明終了（2009年1月8日 - 3月12日、NHK） - スカイダイビング生徒 役
- コード・ブルー -ドクターヘリ緊急救命-シリーズ（フジテレビ）
  - 2nd season（2010年1月11日 - 3月22日） - 救急救命士 役
  - 3rd season（2017年7月17日 - 9月18日） - 相田蒼羽 役[2]
  - もう一つの日常 第1話・第4話・第5話（2018年7月23日・7月26日・7月27日） - 相田蒼羽 役[3][4]
  - もう一つの戦場（2018年7月28日） - 相田蒼羽 役[5]
- 夏の恋は虹色に輝く（2010年7月19日 - 9月20日、フジテレビ） - 舞台役者 役
- 警視庁継続捜査班（2010年7月27日 - 9月9日、テレビ朝日） - SIT部隊隊長 役
- ヘブンズ・フラワー The Legend of ARCANA（2011年1月14日 - 9月13日、TBS） - 中国マフィア 役
- スクール!!（2011年1月16日 - 3月20日、フジテレビ） - 作業員 役
- ジウ 警視庁特殊犯捜査係（2011年7月29日 - 9月23日、テレビ朝日） - SAT隊員 役
- 華和家の四姉妹（2011年7月10日 - 9月18日、TBS） - アプリ社員 役
- ストロベリーナイト（2012年1月10日 - 3月20日、フジテレビ）
- 白戸修の事件簿 第4話（2012年2月17日、TBS） - 警察官 役
- ゴーストママ捜査線〜僕とママの不思議な100日〜 第1話（2012年7月7日、日本テレビ） - カップル 役
- ラストホープ 第5話（2013年2月12日、フジテレビ） - ドクター 役
- テレビ60年 マルチチャンネルドラマ 放送博物館危機一髪（2013年3月30日、NHK） - 照明 役
- TAKE FIVE〜俺たちは愛を盗めるか〜 第6話（2013年5月24日、日本テレビ）[6]
- 確証〜警視庁捜査3課 第8話（2013年6月3日、TBS） - チンピラ 役[7]
- 半沢直樹（TBS）
  - 2013年版（2013年7月7日 - 9月22日） - 金融庁職員 役
  - 2020年版 第4話（2020年8月9日） - 後輩 役[8]
- SUMMER NUDE 第7話・第8話・第10話・最終話（2013年8月19日・8月26日・9月9日・9月16日、フジテレビ） - 料理人 役[9]
- 刑事のまなざし 第5話（2013年11月4日、TBS） - 男性客 役[10]
- 夜のせんせい 第2話・第3話（2014年1月24日・1月31日、TBS） - マンガ家アシスタント 役[11]
- 月曜ゴールデン（TBS）
  - 駅弁刑事・神保徳之助 第8作（2014年5月5日） - 刑事 役[12]
  - 新・示談交渉人 裏ファイル 第4作（2014年12月8日） - 刑事 役
- 若者たち2014 第7話（2014年8月27日、フジテレビ） - 医師 役
- 平成舞祭組男（2014年10月19日 - 2015年1月4日、日本テレビ） - 相田 役
- 女はそれを許さない 第9話（2014年12月16日、TBS） - 記者 役
- 残念な夫。 第8話（2015年3月4日、フジテレビ） - 男性客 役
- 天皇の料理番 第3話（2015年5月10日、TBS） - コック 役
- あなたのことはそれほど 第7話（2017年5月30日、TBS） - 岡野淳 役[13]
- コウノドリ 第2シリーズ 第7話（2017年11月24日、TBS） - 救命科医師 役[14]
- グッド・ドクター 第7話・最終話（2018年8月23日・9月13日、フジテレビ） - 麻酔科医 役
- パンドラIV AI戦争 最終話（2018年12月16日、WOWOW） - 救急隊員 役[15]
- レ・ミゼラブル 終わりなき旅路（2019年1月6日、フジテレビ）[16]
- トレース〜科捜研の男〜 第3話（2019年1月21日、フジテレビ） - カップル男性 役[17]
- 白い巨塔 第3話・第4話（2019年5月24日・5月25日、テレビ朝日） - 救急医 役[18][19]
- ラジエーションハウス 〜放射線科の診断レポート〜 第9話・最終話（2019年6月3日・6月17日、フジテレビ） - 記者 役[20][21]
- 白衣の戦士! 第9話（2019年6月5日、日本テレビ） - 麻酔医 役[22]
- 凪のお暇 第3話（2019年8月2日、TBS） - 克哉 役[23]
- シャーロック アントールドストーリーズ 第4話（2019年10月28日、フジテレビ） - 記者 役[24]
- フジテレビ開局60周年特別企画 教場後編（2020年1月5日、フジテレビ） - カップル 役[25][26][27]
- アライブ がん専門医のカルテ 第2話・第3話・第6話・第9話 - 最終話（2020年1月16日・1月23日・2月13日・3月5日 - 3月19日、フジテレビ） - 麻酔医 役[28]
- 10の秘密 最終話（2020年3月17日、フジテレビ） - 部下 役[29]
- 恋はつづくよどこまでも 最終話（2020年3月17日、TBS） - 岩崎雄一 役[30]
- 美食探偵 明智五郎 第1話（2020年4月12日、日本テレビ） - 同僚刑事 役[31]
- MIU404 第1話・第2話（2020年6月26日・7月3日、TBS） - 警察官 役[32][33][34][35]
- 刑事7人 第6シリーズ 第4話（2020年8月26日、テレビ朝日） - 巡査 役[36]
- SUITS/スーツ Season2 第8話（2020年8月31日、フジテレビ） - 父親 役[37][38]
- 30歳まで童貞だと魔法使いになれるらしい 第1話・第2話・第4話 - 最終話（2020年10月9日・10月16日・10月30日 - 12月25日、テレビ東京） - 社員 役[39][40][41]
- 逃げるは恥だが役に立つ ガンバレ人類! 新春スペシャル!!（2021年1月2日、TBS） - 菊田宗次 役[42][43][44]
- 警視庁ゼロ係〜生活安全課なんでも相談室〜 出張捜査SP（2021年1月25日、テレビ東京） - 警察官 役[45]
- 着飾る恋には理由があって 第1話・第9話（2021年4月20日・6月15日、TBS）[46][47]
- #家族募集します 第1話（2021年7月9日、TBS）[48]
- ナイト・ドクター 第6話（2021年8月9日、フジテレビ） - 消防隊員 役[49]
- 大病院占拠 第1話（2023年1月14日、日本テレビ） - 麻酔科医 役[50]
  - 新空港占拠 第1話（2024年1月13日、日本テレビ） - 麻酔科医 役[51]
- アンチヒーロー 第1話・第2話（2024年4月14日・4月21日、TBS） - 助検事 役[52][53]

### 配信ドラマ
- 死にたい夜にかぎって チェインストーリー 第3話（2020年、毎日放送） - 警察官 役
- 呪怨 呪いの家 最終話（2020年7月3日、Netflix） - 救急隊員 役[54]

### 映画
- 麻雀飛龍伝説 天牌 -TENPAI- 無間地獄脱出史（2011年） - 麻雀仲間 役
- ホットロード（2014年8月16日） - サカイ 役
- 大怪獣モノ（2016年7月16日） - ワタル 役[55]
- SCOOP!（2016年10月1日） - 芸能マネージャー 役
- A.I. love you（2016年12月10日） - 店員 役
- 劇場版 コード・ブルー -ドクターヘリ緊急救命-（2018年7月27日） - 相田蒼羽 役[56]

### 舞台
- ナチュラルスパイス「メルト」（2011年2月18日 - 2月20日） - ピッチ 役
- ネオブラッド「Re.メンバー」（2011年6月30日 - 7月3日） - 杉浦進 役

### ラジオ
- ドラマ劇ラヂ！ライブ2014「ビストロノザキ」 （NHKラジオ）

### CM
- SMBCモビット（2013年） - 作業員 役
- 日本赤十字社（2013年）
- トヨタ自動車「T-Value～驚愕の中古車洗浄！」（2015年） - 整備員 役
- 第一三共ヘルスケア「カロヤン プログレ」
- 東京2020ライブサイトin 2016 「リオから東京へ」（2015年） - サッカー選手 役
- OLYMPUS AIR（2015年）
- ソラレピ「ママってすごい編」（2015年） - お父さん 役
- 日本コカ・コーラ リアルゴールド 「たいへんよくできました」オフィス篇（2019年）[57]
- 昭和産業 天ぷら粉「本物には印がある」（2021年） - 天ぷら職人 役[58]

### その他
- run for money 逃走中 第42回「大江戸ヒーローズ ～偉人達と駆け抜けろ〜」（2015年11月29日、フジテレビ） - 新撰組隊員 役
- LIFE!〜人生に捧げるコント〜（2018年9月22日、NHK） - AD 役[59]
- 警視庁 薬物再乱用防止啓発映像「表札のない家　～薬物はもういらない～」（2020年） - 作業員 役[60]
- ジャンクSPORTS（2020年7月19日、フジテレビ）[61]
- 人権啓発推進DVD「家庭からふりかえる人権 話せてよかった」（2020年）[62]